# Konkurs Piosenki Eurowizji 1985
30. Konkurs Piosenki Eurowizji 1985 został zorganizowany 4 maja 1985 roku w hali Scandinavium w Göteborgu przez szwedzkiego nadawcę publicznego Sveriges Television (SVT), dzięki zwycięstwu reprezentantów Szwecji – zespołu Herreys, podczas konkursu w 1984 roku.
Koncert finałowy prowadziła Lill Lindfors, a zwyciężczyniami zostały reprezentantki Norwegii – Hanne Krogh i Elisabeth Andreassen, czyli duet Bobbysocks, które za utwór „La det swinge” otrzymały 123 punkty.

## Organizacja

### Końcowe głosowanie
Do ostatniej chwili przyznawania głosów nie było pewne, który kraj wygra konkurs. W pierwszej połowie głosowania w klasyfikacji prowadziły Niemcy, a ostateczny zwycięzca finału – Norwegia – zajmował dopiero piąte miejsce. Przed pięcioma ostatnimi głosowaniami Niemcy, Szwecja i Norwegia miały (odpowiednio) 87, 86 i 85 punktów. Po oddaniu głosów przez sekretarza Szwajcarii prowadzenie objęła Szwecja, która przyznała Norwegii maksymalną notę 12 punktów. Podczas trzech ostatnich ogłoszeń krajowych punktacji, na pierwszym miejscu pozostawała Norwegia, przy której wówczas odnotowano tym samym jedno z najkrótszych długości wygrywania w klasyfikacji podczas finałowego głosowania.

### Kontrowersje

#### Problemy z kreacją
Podczas wejścia na scenę przed rozpoczęciem głosowania finałowego, prowadząca koncert Lill Lindfors, zahaczyła swoją sukienką o konstrukcję areny konkursowej, przez co jej spódnica zerwała się, pozostawiając prowadzącą poniżej pasa w samych rajstopach. Zabieg okazał się zaplanowany, a konferansjerka po chwili zdjęła część ukrytej sukni, prezentując całą kreację.

#### Belgijski reprezentant
Początkowo, reprezentantką Belgii miała zostać Mireille Capelle ze swoim utworem „Vannacht”, jednak ze względu na spór o warstwę liryczną propozycji, zrezygnowano z udziału wokalistki w konkursie.

## Kraje uczestniczące
W 30. Konkursie Piosenki Eurowizji wzięło udział 19 krajów, w tym powracający do stawki konkursowej nadawcy publiczni z Grecji i Izraela. Z uczestnictwa w koncercie finałowym zrezygnowała Holandia, która wycofała się z powodu narodowego Dnia Pamięci przypadającego na 4 maja, oraz Jugosławia, która w dniu finału imprezy obchodziła rocznicę śmierci Josipa Broza Tito.

### Powracający artyści
Podczas finału konkursu wzięło udział aż trzynastu artystów, którzy wystąpili na imprezie w poprzednich latach. Zwyciężczyni konkursu, Hanne Krogh z zespołu Bobbysocks, wcześniej uczestniczyła w konkursie jako solistka, biorąc udział w 16. Konkursie Piosenki Eurowizji w 1971 roku. Druga z wokalistek duetu, Elisabeth Andreassen, reprezentowała Szwecję razem z Kikki Danielsson, z którą wystąpiła podczas finału w 1982 roku jako grupa Chips. Izrael po raz drugi reprezentował Jizhar Kohen, zwycięzca 23. Konkursu Piosenki Eurowizji.
Jedna z reprezentantek Luksemburga, Ireen Sheer, po raz trzeci zgłosiła się do udziału w konkursie, po jej debiucie w barwach kraju podczas koncertu w 1974 roku oraz udziale jako reprezentantka Niemiec cztery lata później. Duet Al Bano i Romina Power, reprezentujący Włoscy, po raz pierwszy wystąpił w konkursie w 1976 roku, a podczas finału w kolejnym roku wystąpił reprezentant Szwajcarii, Pino Gasparini, będący wówczas członkiem zespołu Pepe Lienhard Band.
Reprezentantka Grecji, Lia Vissi, po raz pierwszy uczestniczyła w finale Konkursu Piosenki Eurowizji w 1980, występując razem z zespołem Epikouri. Austriacki wokalista Gary Lux był natomiast jednym z członków formacji Westernd, biorącej udział w konkursie w 1983 roku, w którym po raz pierwszy wystąpiła także szwajcarska wokalistka Mariella Farré. Rok później w konkursie zadebiutowali reprezentanci Danii – zespół Hot Eyes.

## Wyniki
| Lp. | Państwo         | Język                           | Artysta                                                                   | Piosenka                       | Miejsce | Punkty |
| --- | --------------- | ------------------------------- | ------------------------------------------------------------------------- | ------------------------------ | ------- | ------ |
| 1   | Irlandia        | angielski                       | Maria Christian                                                           | „Wait Until the Weekend Comes” | 6       | 91     |
| 2   | Finlandia       | fiński                          | Sonja Lumme                                                               | „Eläköön elämä”                | 9       | 58     |
| 3   | Cypr            | grecki                          | Lia Vissi                                                                 | „To katalava arga”             | 16      | 15     |
| 4   | Dania           | duński                          | Hot Eyes                                                                  | „Sku’ du spørg’ fra no’en?”    | 11      | 41     |
| 5   | Hiszpania       | hiszpański                      | Paloma San Basilio                                                        | „La fiesta terminó”            | 14      | 36     |
| 6   | Francja         | francuski                       | Roger Bens                                                                | „Femme dans ses rêves aussi”   | 10      | 56     |
| 7   | Turcja          | turecki                         | MFO                                                                       | „Didai didai dai”              | 14      | 36     |
| 8   | Belgia          | niderlandzki                    | Linda Lepomme                                                             | „Laat me nu gaan”              | 19      | 7      |
| 9   | Portugalia      | portugalski                     | Adelaide Ferreira                                                         | „Penso em ti, eu sei”          | 18      | 9      |
| 10  | Niemcy          | niemiecki                       | Wind                                                                      | „Für alle”                     | 2       | 105    |
| 11  | Izrael          | hebrajski                       | Jizhar Kohen                                                              | „Olé, Olé”                     | 5       | 93     |
| 12  | Włochy          | włoski                          | Al Bano i Romina Power                                                    | „Magic Oh Magic”               | 7       | 78     |
| 13  | Norwegia        | norweski                        | Bobbysocks                                                                | „La det swinge”                | 1       | 123    |
| 14  | Wielka Brytania | angielski                       | Vikki                                                                     | „Love Is…”                     | 4       | 100    |
| 15  | Szwajcaria      | niemiecki                       | Mariella Farre i Pino Gasparini                                           | „Piano, piano”                 | 12      | 39     |
| 16  | Szwecja         | szwedzki                        | Kikki Danielsson                                                          | „Bra vibrationer”              | 3       | 103    |
| 17  | Austria         | niemiecki                       | Gary Lux                                                                  | „Kinder dieser Welt”           | 8       | 60     |
| 18  | Luksemburg      | angielski, francuski, niemiecki | Margo, Franck Olivier, Diane Solomon Ireen Sheer, Chris i Malcolm Roberts | „Children, Kinder, Enfants”    | 13      | 37     |
| 19  | Grecja          | grecki                          | Takis Biniaris                                                            | „Miazoume”                     | 16      | 15     |

## Tabela punktacyjna finału
Norwegia zdobyła „dwunastki” aż od ośmiu krajów, jednak norweski duet zdobył jedynie 27 punktów od pozostałych 10 państw (żaden kraj nie dał a 8 ani 10 punktów). Końcowy wynik, 123 punkty dla Bobbysocks, jest najniższym od czasu wprowadzenia nowych zasad głosowania w 1975 roku.
|                     |                                                       | Jury |       |           |         |        |        |            |        |        |        |          |                 |            |         |         |            |        |    |    |
| Irlandia            | Finlandia                                             | Cypr | Dania | Hiszpania | Francja | Turcja | Belgia | Portugalia | Niemcy | Izrael | Włochy | Norwegia | Wielka Brytania | Szwajcaria | Szwecja | Austria | Luksemburg | Grecja |    |    |
| Uczestnicy konkursu | Irlandia                                              |      | 1     | 7         | 3       | 4      | 3      | 5          | 8      | 8      | 4      | 8        | 12              | 3          | 3       | 5       | 7          | 10     |    |    |
| Uczestnicy konkursu | Finlandia                                             | 6    |       | 6         |         | 6      |        | 3          |        |        |        | 1        | 7               |            | 7       | 2       | 10         |        |    | 10 |
| Uczestnicy konkursu | Cypr                                                  | 1    |       |           |         |        |        |            |        |        |        |          | 3               |            |         | 3       |            |        |    | 8  |
| Uczestnicy konkursu | Dania                                                 |      |       | 3         |         |        | 10     |            | 3      | 1      | 6      |          | 2               | 6          |         |         | 5          | 5      |    |    |
| Uczestnicy konkursu | Hiszpania                                             | 2    | 8     | 1         |         |        |        | 12         |        | 2      |        |          |                 |            | 4       |         |            |        | 1  | 6  |
| Uczestnicy konkursu | Francja                                               |      | 5     | 4         | 0       |        |        | 1          |        | 3      |        | 3        | 10              |            | 2       | 4       | 6          | 3      | 3  | 12 |
| Uczestnicy konkursu | Turcja                                                | 7    | 2     |           |         | 3      |        |            | 1      |        | 2      |          |                 | 1          | 8       | 12      |            |        |    |    |
| Uczestnicy konkursu | Belgia                                                |      |       |           |         |        |        | 7          |        |        |        |          |                 |            |         |         |            |        |    |    |
| Uczestnicy konkursu | Portugalia                                            |      |       |           |         |        |        | 2          |        |        |        |          |                 |            |         |         |            |        |    | 7  |
| Uczestnicy konkursu | Niemcy                                                | 4    | 10    | 12        | 10      | 10     | 8      |            | 10     | 7      |        | 7        |                 | 8          | 1       |         | 8          |        | 10 |    |
| Uczestnicy konkursu | Izrael                                                | 8    |       | 5         | 4       | 8      | 12     |            |        | 5      | 7      |          | 5               | 10         | 5       | 7       | 2          | 7      | 6  | 2  |
| Uczestnicy konkursu | Włochy                                                |      | 6     | 10        | 1       | 12     | 5      | 8          | 2      | 12     |        | 4        |                 |            |         |         |            | 6      | 12 |    |
| Uczestnicy konkursu | Norwegia                                              | 12   | 4     |           | 12      | 1      | 2      |            | 12     |        | 12     | 12       | 6               |            | 12      | 6       | 12         | 12     | 7  | 1  |
| Uczestnicy konkursu | Wielka Brytania                                       | 5    | 7     |           | 5       | 5      | 6      | 10         | 6      | 6      | 5      | 2        | 8               | 7          |         | 10      | 4          | 2      | 8  | 4  |
| Uczestnicy konkursu | Szwajcaria                                            |      | 3     | 2         | 6       |        |        | 6          | 5      | 4      | 1      |          |                 | 5          |         |         | 1          | 1      | 2  | 3  |
| Uczestnicy konkursu | Szwecja                                               | 10   | 12    |           | 8       | 2      | 7      | 4          | 7      |        | 8      | 6        | 4               | 12         | 6       | 8       |            | 4      | 5  |    |
| Uczestnicy konkursu | Austria                                               | 3    |       |           | 7       |        | 1      |            | 4      |        | 10     | 10       |                 | 2          | 10      | 1       | 3          |        | 4  | 5  |
| Uczestnicy konkursu | Luksemburg                                            |      |       |           | 2       |        | 4      |            |        | 10     | 3      | 5        | 1               | 4          |         |         |            | 8      |    |    |
| Uczestnicy konkursu | Grecja                                                |      |       | 8         |         | 7      |        |            |        |        |        |          |                 |            |         |         |            |        |    |    |
| Uczestnicy konkursu | Kraje w tabeli są uporządkowane w kolejności występów |      |       |           |         |        |        |            |        |        |        |          |                 |            |         |         |            |        |    |    |